# Karshomyia insolita
Karshomyia insolita är en tvåvingeart som beskrevs av Gagne 1973. Karshomyia insolita ingår i släktet Karshomyia och familjen gallmyggor.
Artens utbredningsområde är Ontario. Inga underarter finns listade i Catalogue of Life.